# Kisújszállás
Kisújszállás ist eine ungarische Stadt im Kreis Karcag im Komitat Jász-Nagykun-Szolnok.

## Geografische Lage
Kisújszállás liegt 43 Kilometer nordöstlich des Komitatssitzes Szolnok und 17 Kilometer südwestlich der Kreisstadt Karcag. Nachbargemeinden sind Kenderes und Túrkeve. 

## Geschichte
Im Jahr 1913 gab es in der damaligen Stadt mit geordnetem Magistrat 3294 Häuser und 13.538 Einwohner auf einer Fläche von 35.628 Katastraljochen. Sie befand sich zu dieser Zeit im Komitat Jász-Nagykun-Szolnok.

## Städtepartnerschaften
Es bestehen folgende Städtepartnerschaften:
- Eberschwang, Österreich, seit 1992
- Pačir (Пачир), Serbien, seit 1996
- Săcele, Rumänien, seit 1999
- Serne (Серне), Ukraine, seit 2000
- Spišská Nová Ves, Slowakei, seit 1998
- Wilamowice, Polen, seit 2004

## Söhne und Töchter der Stadt
- Gedeon Barcza (1911–1986), Schachspieler
- István Csukás (1936–2020), Dichter und Schriftsteller
- Margit Szoboszlai (* 1939), Schriftstellerin und Übersetzerin
- Ildikó Vida (* 1965), Rechtsanwältin, Abgeordnete und Vorsitzende des nationalen Steuer- und Zollamtes

## Sehenswürdigkeiten
- Reformierte Kirche, erbaut 1785 bis 1788 im spätbarocken Stil nach Plänen von Károly Rabl
- Römisch-katholische Kirche Szűz Mária neve, erbaut 1899 im neoromanischen Stil
- Weltkriegsdenkmäler

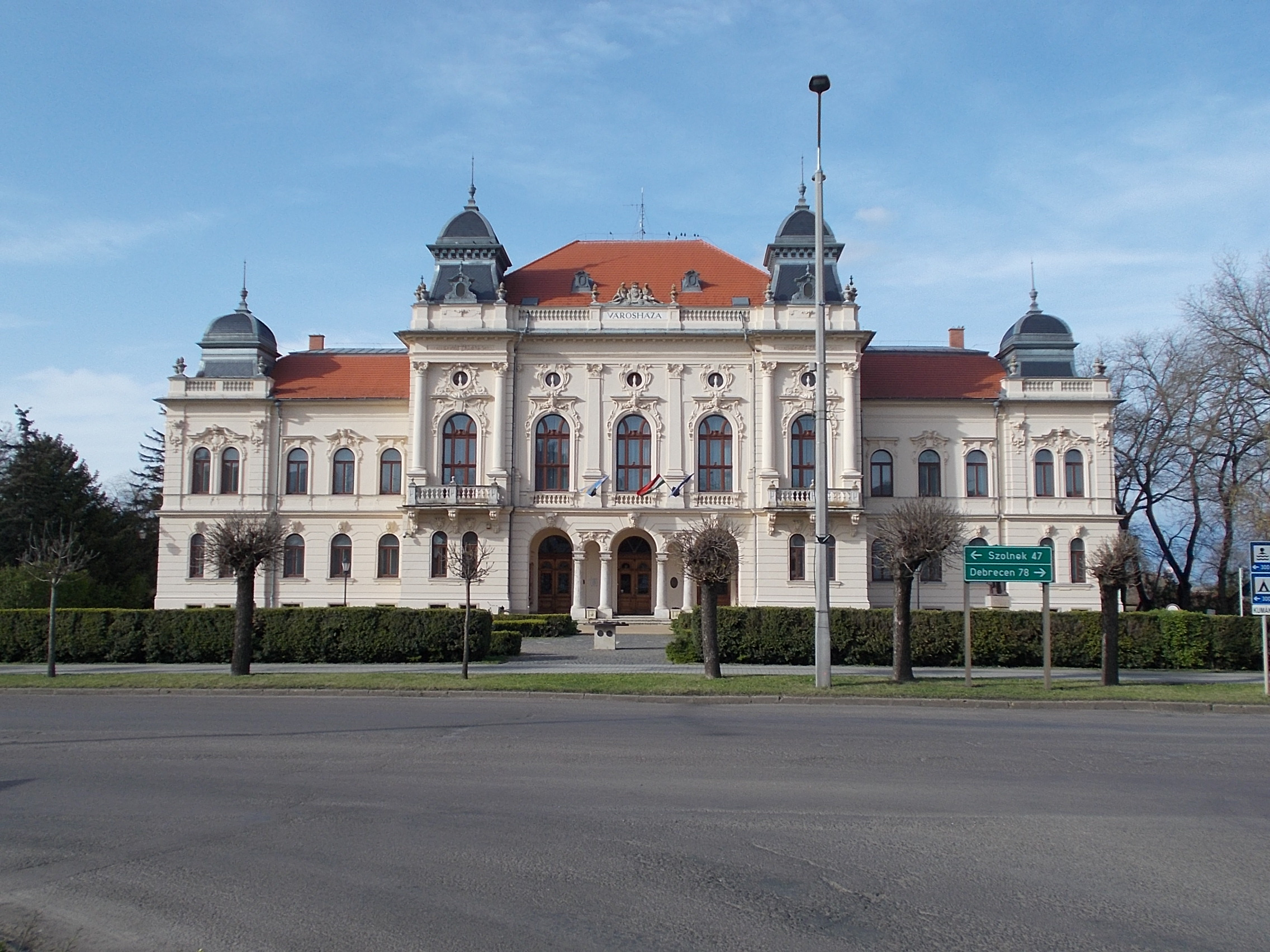
Rathaus
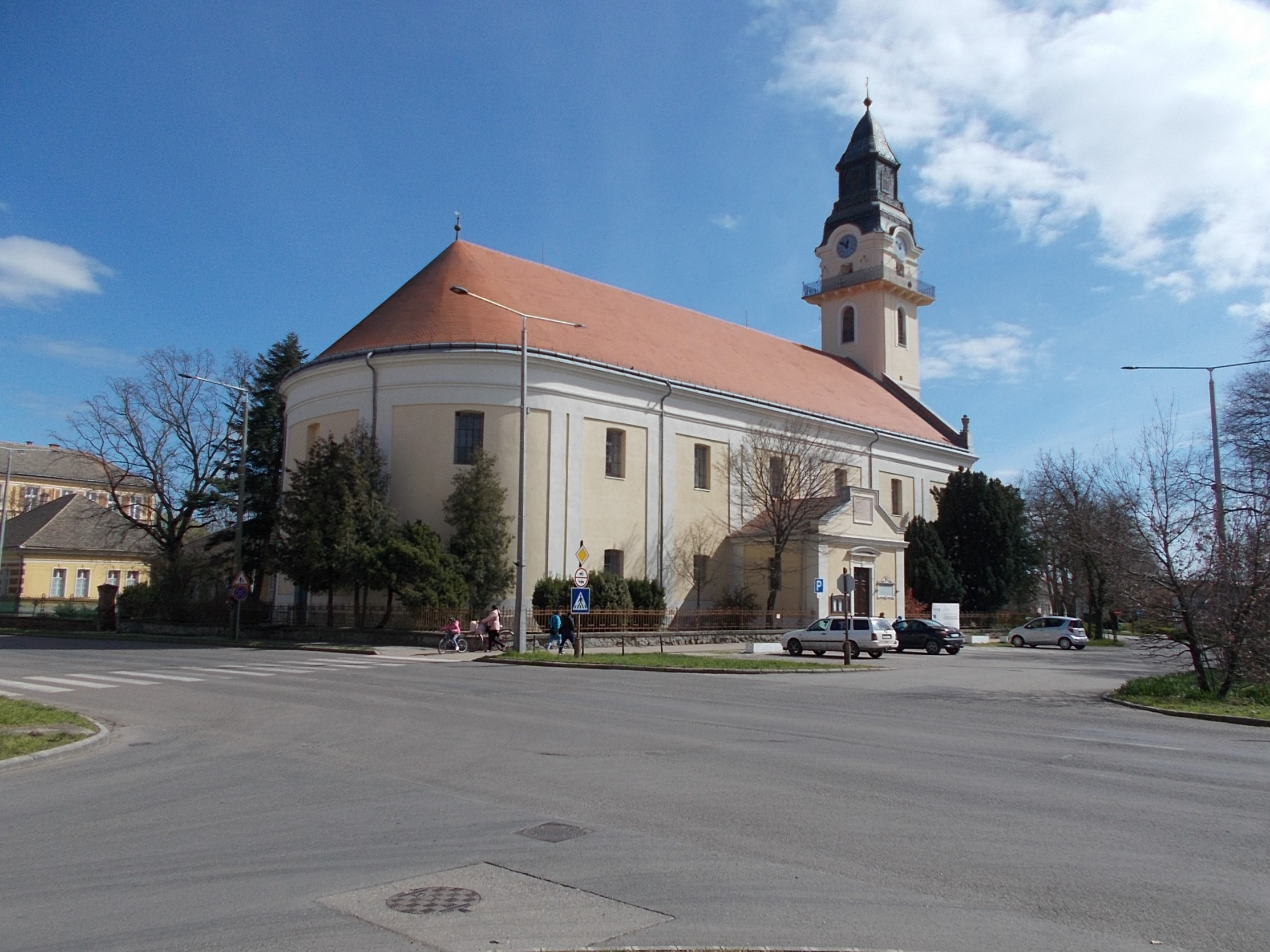
Reformierte Kirche
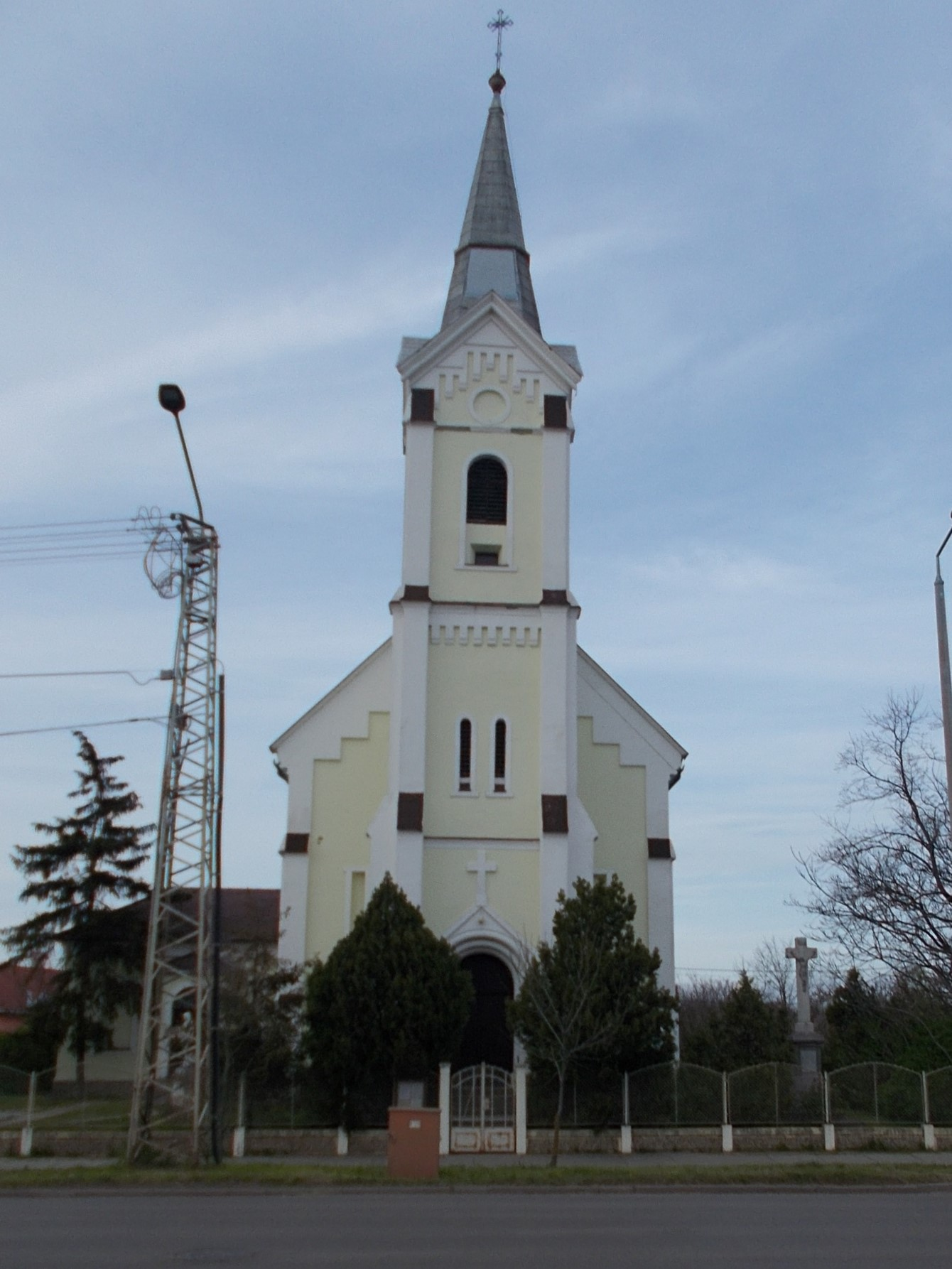
Römisch-katholische Kirche Szűz Mária neve
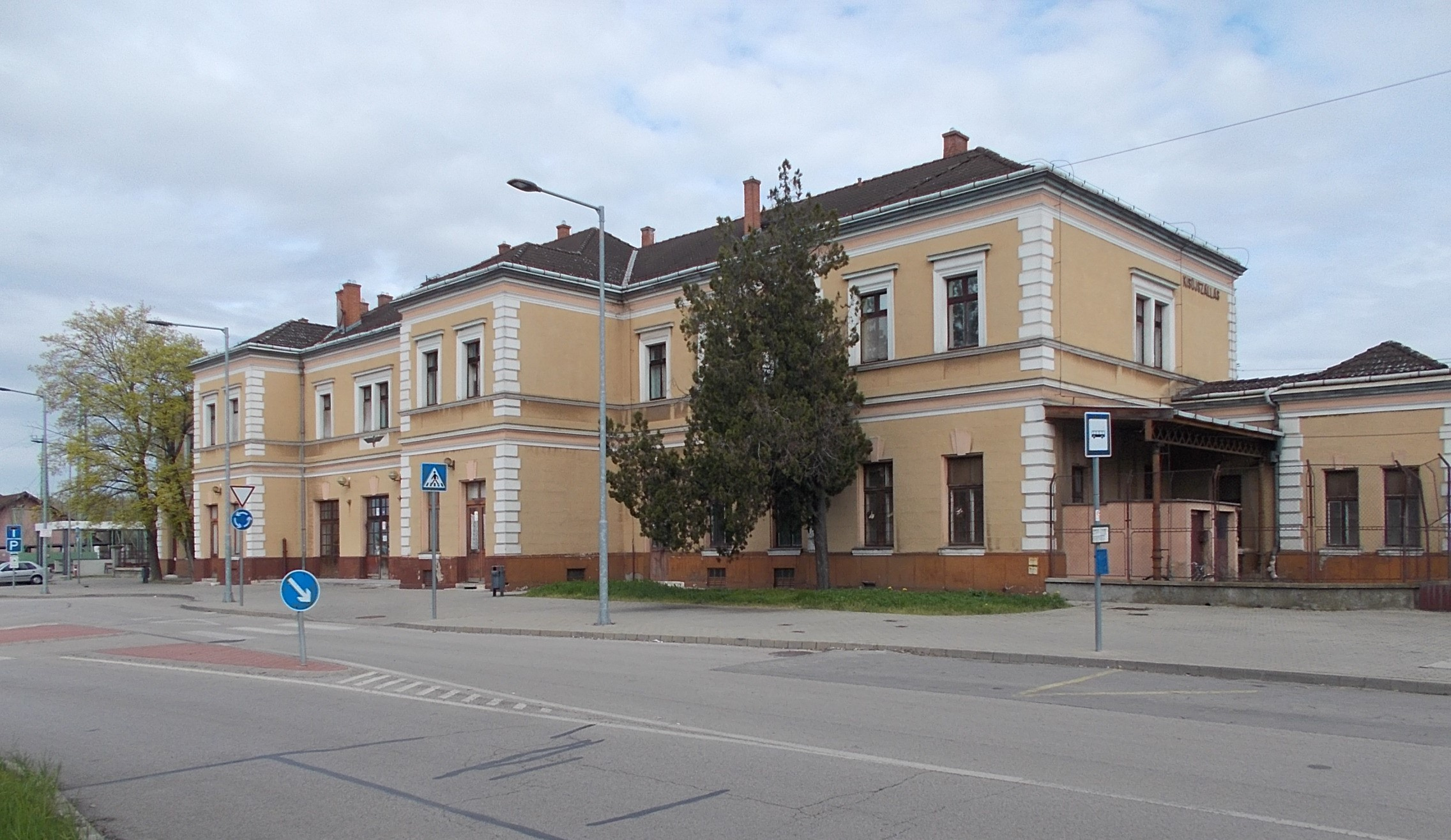
Bahnhofsgebäude

## Verkehr
Durch Kisújszállás verläuft die Landstraße Nr. 4201, in die die Landstraßen Nr. 4202, Nr. 4205 und Nr. 4207 einmünden und nördlich des Ortes die Hauptstraße Nr. 4. Es bestehen Bahnverbindungen nach Debrecen sowie über Szolnok zum Budapester Westbahnhof. Weiterhin gibt es Busverbindungen nach Karcag, Kunhegyes, Mezőtúr und Szolnok.